# کاسینی ۲۴۱۰۱
سیارک ۲۴۱۰۱ (به انگلیسی: 24101 Cassini، نامگذاری:1999VA9) بیست و چهار هزار و صد و یکمین سیارک کشف شده‌است که در ۹ نوامبر ۱۹۹۹ کشف شد.
قدر مطلق سیارک برابر ۳۵.۴ است.
این سیارک به یاد جووانی دومنیکو کاسینی اخترشناس ایتالیایی نام‌گذاری شده است.